# 卡斯比爾 (伊利諾伊州)
卡斯比爾（英語：Kasbeer）是位於美國伊利諾伊州比羅縣的一個非建制地區。該地的面積和人口皆未知。

## 地理
卡斯比爾的座標為41°30′18″N 89°27′48″W / 41.50500°N 89.46333°W，而該地的平均海拔高度為226米（即741英尺）。